# Pulborough
Pulborough è un paese di 4 685 abitanti della contea del West Sussex, in Inghilterra.